# 岩出市立岩出図書館

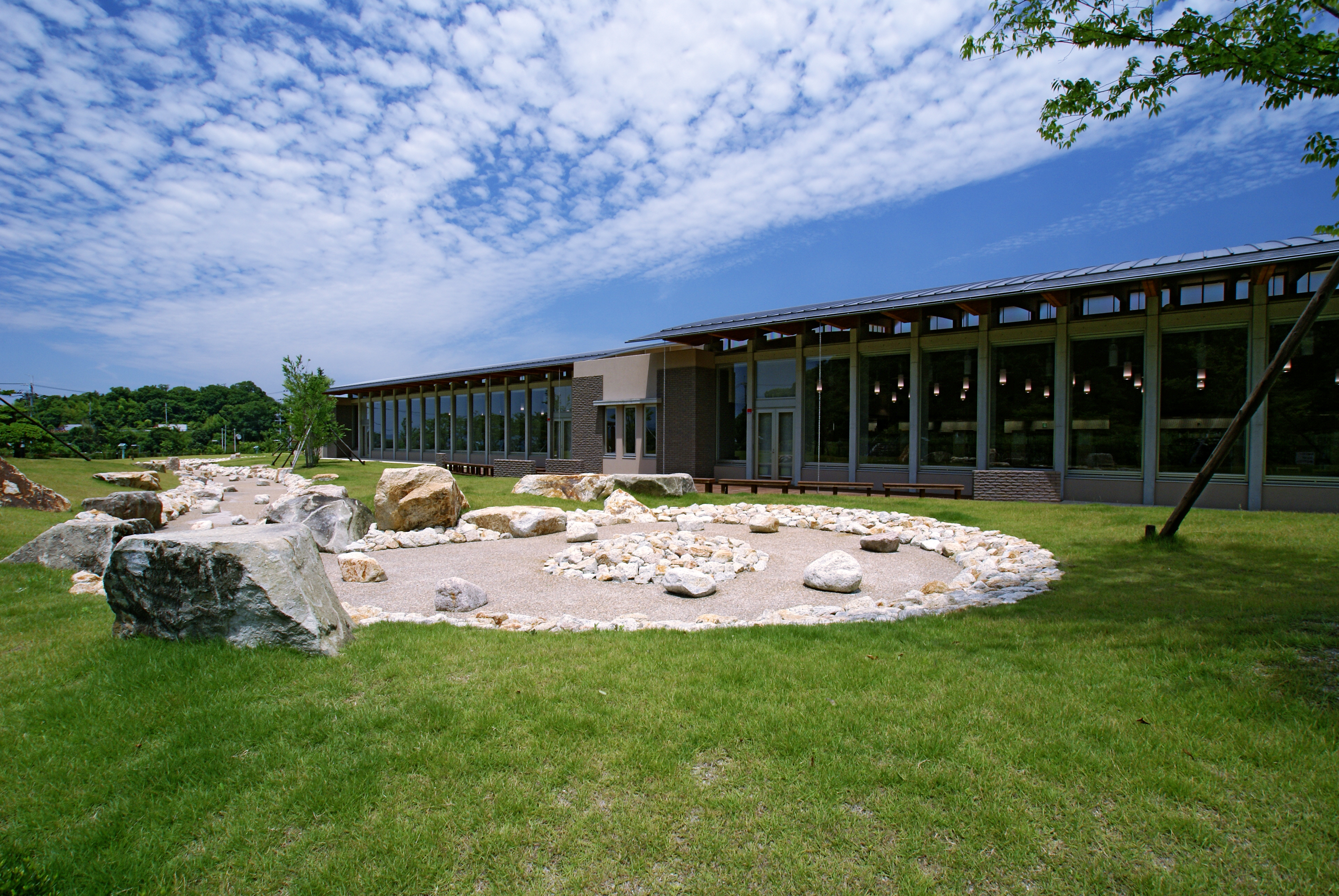
庭園

岩出市立岩出図書館（いわでしりついわでとしょかん、英:Iwade City Library）は、和歌山県岩出市根来にある公立図書館である。
岩出図書館周辺には根来寺や岩出市民俗資料館などがある。また、分館として岩出市立駅前ライブラリーがあり、公民館内には分室がある。全館の蔵書数は約11万冊。

## 歴史
2006年（平成18年）以前の那賀郡岩出町には、JR和歌山線岩出駅前の駅前ライブラリーや、公民館に設けられた図書室があった。岩出町は和歌山市や大阪府泉南地方のベッドタウンとして人口が増加しており、2006年（平成18年）4月1日に単独市制を施行して岩出市が発足したのと同日に岩出市立岩出図書館が開館した。

## 各館

### 岩出図書館
2006年（平成18年）4月1日に開館した。根来寺境内の近くに立地しており、大門池を埋め立てて建設された。岩出市立岩出図書館や隣接する岩出市民俗資料館などがある文教地域となっている。地上1階建て、駐車場は150台。

#### 利用案内
- 所在地 - 〒649-6202 和歌山県岩出市根来1472番地1
- 開館時間 - 月曜～水曜・金曜は午前10時～午後7時、土曜・日曜は午前10時～午後7時
- 休館日 - 木曜日、国民の祝日の翌日[2]、毎月月末の館内整理日[3]、年末年始（12月29日～1月3日）、年1回の資料整理期間
- 交通アクセス - JR和歌山線岩出駅より和歌山バス那賀の近畿大学を経由しない樽井駅前/りんくうタウン駅前行きに乗車、または南海本線樽井駅、阪和線和泉砂川駅から和歌山バス那賀の岩出駅前行きに乗車し、岩出図書館停留所下車すぐ（バスは敷地内に停車）

### 岩出市立駅前ライブラリー（岩出図書館分館）

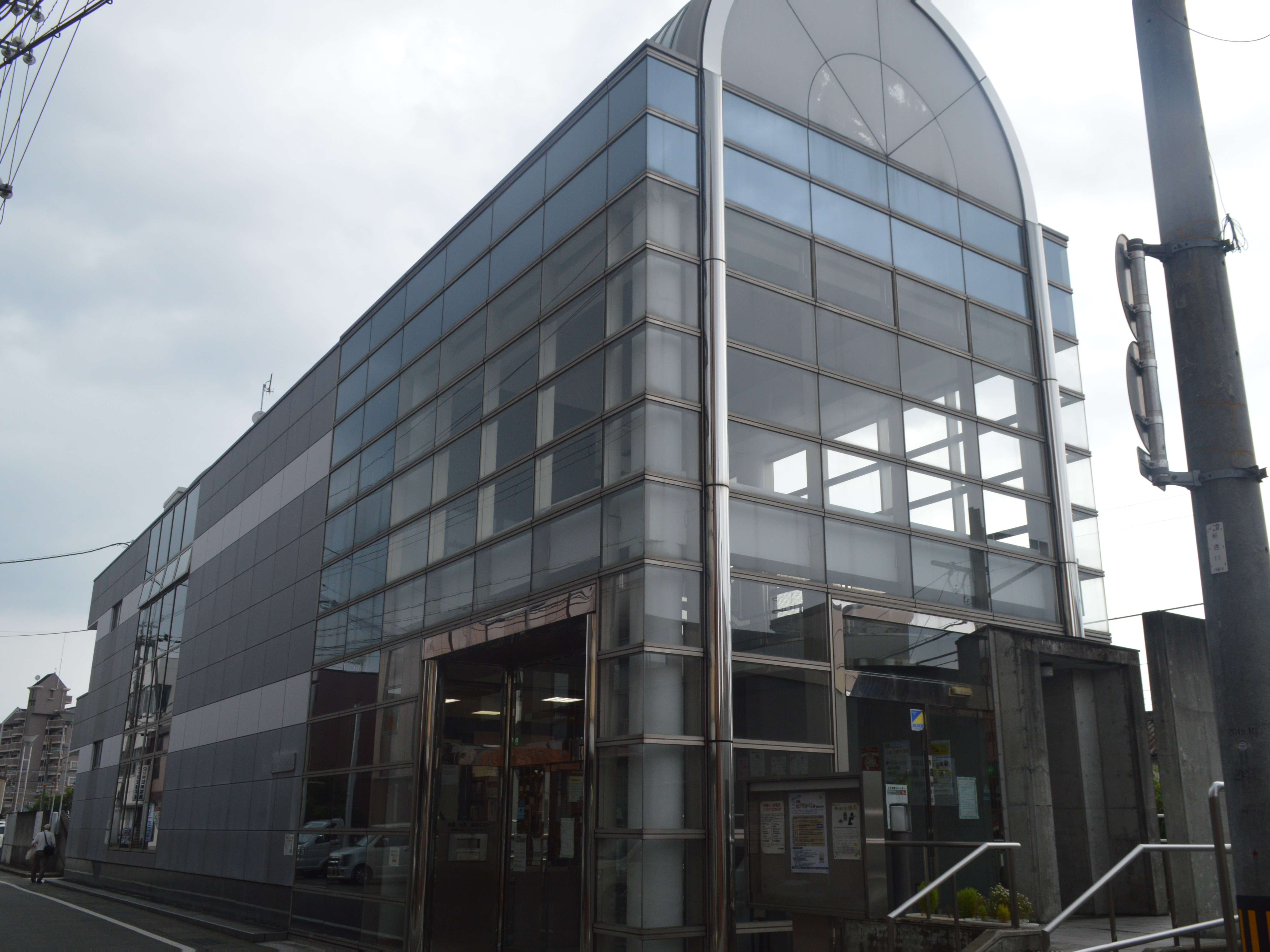
駅前ライブラリー

#### 利用案内
- 所在地 - 〒649-6223 和歌山県岩出市高塚63-5
- 交通アクセス - JR和歌山線岩出駅下車すぐ

### 公民館図書室
中央公民館
中央公民館図書室は、岩出市西野264に位置し岩出市役所に隣接している。JR岩出駅（和歌山線）から徒歩でアクセスできる。
上岩出地区公民館
上岩出地区公民館図書室は、岩出市水栖199-3に位置し、JR岩出駅（和歌山線）からアクセスできる。
総合保健福祉センター
総合保健福祉センター図書室は、岩出市金池92番地に位置し、開室時間は午前10時から午後6時30分（正午から午後1時は休室）。岩出市巡回バス総合保健福祉センター停留所下車すぐ。